# 나치불루
나치불루(納齊布祿 혹은 納齊卜祿, ᠨᠠᠴᡳᠪᡠᠯᡠ Nacibulu)는 나라씨(納喇氏)이다. 일설에 의하면 금(金) 완안씨(完顏氏) 후예로 처음에는 시버(Sibe, 錫伯) 왕의 부마였으나 후에 이탈하여 자립 후 훌룬구룬(Hūlun gurun, 扈倫國)을 세워 명말 해서여진(海西女眞) 울라부(烏拉部)와 하다부(哈達部)의 시조가 되었으며, 암바 마파(amba mafa, 大瑪法)라는 존칭으로 불렸다 한다.

## 생애
일설에 의하면, 나치불루는 심왕(瀋王) 완안종필(完顏宗弼)의 후예로, 조상은 정치에서 실각 후 금(金) 초기 영강주(寧江州, 이후 울라홍니러성烏拉洪尼勒城) 일대에 정주하였다. 다른 일설에는 몽골의 후예(蒙古苗裔)라고도 한다. 원조(元朝) 초기, 나치불루 가문은 울라홍니러성 일대 부락의 실질적인 통치자가 되었으며, 후에 몽골인 세력이 동진하면서 그의 조부와 부친이 무리를 이끌고 시버에 투항, 나치불루는 시버에서 태어났다. 원말의 혼란을 틈타 시버 수령은 왕을 칭하였고 나치불루는 능력을 갖추어 시버왕이 부마로 삼았다. 1395년, 나치불루는 부를 이끌고 자립하였고, 키르사하(啓爾撒河) 유역의 지와이랑성(吉外郞城)에서 할거하였다. 휘하 대신 시버(喜百)와 더여쿠(德業庫) 두 사람의 보좌를 통하여 12년 시간만에 나치불루는 호이파(Hoifa, 輝發)와 우두산(牛頭山) 일대를 장악하였다. 그동안 몽골 대칸(大汗)은 나치불루의 이름을 듣고 그를 불러들여 부마로 삼고자 하였으나 나치불루는 거절하였다. 1405년, 시버와 몽골이 연합하여 지와이랑성을 공격하자, 나치불루는 시버와 더여쿠의 엄호 하에 친위대 20명을 이끌고 포위를 돌파하였다. 도중에 산 위에 이르러 몽골 추격군을 만나자 나치불루는 한 발의 빗나감 없이 모든 화살을 적중시키는 활약을 보였고, 이에 몽골군이 전진하지 못한 채 화살을 쏘는 이의 이름을 묻자, '나라씨 나치불루(納喇氏，納齊布祿)'라는 답을 하였다. 이로 인해 나라를 성으로 삼게 되었다.
나치불루가 포위를 뚫고 고향 울라홍니러성으로 돌아가 부락 인원을 모으자, 다음해 1406년 훌룬 구룬(Hūlun gurun, 扈倫國) 부락 연맹을 설립하였다. 명(明)은 연맹을 승인하지 않았지만, 직접 간여를 하지도 않았으며, 훌룬구룬의 정벌과 주변 부락 연합은 오히려 명 북변 보호 작용을 하게 되었다. 나치불루는 도르호치(多爾和齊)라는 아들 하나, 이름 불상의 딸 하나가 있었으며, 모두 시버 왕녀의 소생이다. 후손들이 오로손 나하라 암바 마파 모르건 바야 나라씨 나치불루(倭羅孫·那哈拉·大瑪法·莫勒根·巴壓·納喇氏·納齊布祿)라는 시호가 추증되었다. 의미는 '훌룬구룬 태조는 씨족 가운데 화살을 잘 쏘고 귀인이며 나라 성 부락 수령인 나치불루(扈倫國太祖係氏族中的善射者•貴人•納喇姓部首領納齊布祿)'이다. 후에 훌룬구룬은 몽골 대칸(蒙古大汗) 톡토부카(脫脫不花)의 해서여진(海西女眞) 동정 이후에 와해되었고, 나치불루 5세손 부얀(布顏)과 왕타이(王台)는 각각 새로운 부족 국가인 울라(Ula, 烏拉)와 하다(Hada, 哈達)를 세웠다.